# 克氏龍屬
克氏龍屬是甲龍亚目甲龍科恐龍的一屬，生活於白堊紀晚期，化石發現於中國遼寧省，並在2002年由董枝明正式描述。模式種是步氏克氏龍（C. bohlini），屬名是為紀念小說《侏羅紀公園》的作者麥可·克萊頓（Michael Crichton）。

## 化石
步氏克氏龍的化石是發現於中國遼寧北票市，化石包括：有三枚牙齒的左下頜骨頭、3節頸椎、1節背椎、完整的肩胛骨、烏喙骨、肱骨、股骨、以及許多鱗甲碎片。發現克氏龍的地層是孙家湾组，可追溯至距今約1億到9000萬年前。

## 古生物學
克氏龍的體長估計約3公尺，在是種體型中等的甲龍類恐龍。牠的下頜骨頭較薄，牙齒較小，而齒冠基部有明顯的舌面隆凸，牙齒有鋸齒邊緣。下頜的外側並沒有鱗甲，但自頸部開始有甲板，身體兩側有對稱的裝甲。鱗甲有多種不同形狀，尾巴末端有棒狀尾槌。

## 命名
在2002年，中國科學院古脊椎動物與古人類研究所的科學家董枝明命名了步氏克氏龍，屬名是為紀念克萊頓，種名則是以瑞典古生物學家步林（Birger Bohlin）為名。克萊頓是暢銷小說的作者，當中包括了《侏羅紀公園》及《天外病菌》等；步林除了在恐龍及史前哺乳動物貢獻外，他亦是推動北京猿人存在的科學家之一。

## 外部連結
- 恐龍博物館——克氏龍